# Смиляна Нитова-Кръстева
Смиляна Николова Нитова-Кръстева е български политик и юрист от БСП. Народен представител от коалиция „БСП за България“ в XLII, XLIV и XLVIII народно събрание. Тя е заместник-председател на Обединението на дамите социалистки в Българската социалистическа партия. Била е общински съветник в община Хасково. През февруари 2022 г. е назначена за заместник-председател на Държавната консолидационна компания, а през март поема ръководството ѝ като изпълнителен директор и към ноември е освободена.

## Биография
Смиляна Нитова е родена на 12 април 1956 г. в град Хасково, Народна република България. Завършва специалност „Право“ в Софийския университет „Св. Климент Охридски“, след това започва работа като юрист.